# إثيل بورتون
إثيل بورتون (بالإنجليزية: Ethel Burton) هي ممثلة أمريكية، ولدت في 1897، وتوفيت في مايو 1985.